# Ісаєв Леонід Олексійович
Ісаєв Леонід Олексійович (нар. 17 квітня 1937, м. Дергачі Харківської області — 9 січня 2019) — український політик, кандидат технічних наук, народний депутат України IV—VI скликань.

## Освіта
В 1968 році закінчив Харківський інститут інженерів залізничного транспорту за спеціальністю інженер-механік, напрямок «Тепловози та тепловозне господарство».

## Політична діяльність
Народний депутат України 6-го скликання з червня 2010 до грудня 2012 від Партії регіонів, № 218 в списку. На час виборів: народний депутат України, член ПР. Член фракції Партії регіонів (з червня 2010). Член Комітету з питань соціальної політики та праці.
Народний депутат України 5-го скликання з квітня 2006 до листопада 2007 від Партії регіонів, № 131 в списку. На час виборів: народний депутат України, член ПР. Член Комітету з питань транспорту і зв'язку (з липня 2006), член фракції Партії регіонів (з травня 2006).
Народний депутат України 4-го скликання з квітня 2002 до квітня 2006, виборчій округ № 169, Харківська область, висунутий Блоком «За єдину Україну!». «За» 23.43 %, 28 суперників. На час виборів: начальник Харківського метрополітену, член Партії регіонів. Член фракції «Єдина Україна» (травень — червень 2002), член групи «Європейський вибір» (червень 2002 — листопад 2003), член фракції «Регіони України» (листопад 2003 — вересень 2005), член фракції Партії регіонів «Регіони України» (з вересня 2005). Член Комітету з питань будівництва, транспорту, житлово-комунального господарства і зв'язку (з червня 2002).

## Професійна діяльність
- 1955—1956 — слюсар турбінного заводу, м. Харків.
- 1956—1960 — служба в армії.
- 1960—1961 — курсант технічної школи, м. Білгород.
- 1961—1972 — помічник машиніста, машиніст, машиніст-інструктор, секретар цехової парторганізації депо «Октябрь» Південної залізниці, м. Харків.
- 1972—1974 — старший ревізор служби локомотивного господарства, начальник відділу воєнізованої охорони Південної залізниці, м. Харків.
- 1974—1983 — інструктор відділу транспорту і зв'язку Харківського обкому КПУ, другий секретар Ленінського райкому КПУ м. Харкова.
- 1983—1984 — заступник начальника — дорожній ревізор з безпеки руху на Південній залізниці, м. Харків.
- 1984—2002 — начальник ДП «Харківський метрополітен».

Довірена особа кандидата на пост Президента України Віктора Януковича в ТВО № 171 (2004—2005); член Політради Партії регіонів.
Знак «Почесний залізничник» (1986). Заслужений працівник транспорту України (1996). Почесний працівник транспорту України (2002). Почесний громадянин міста Харкова (2000). Орден «За заслуги» III (травень 1997), II ступенів (2004). Почесна грамота Кабінету Міністрів України (грудень 2003). Почесна грамота ВР України (грудень 2005).